# L'amore non guasta
(Robin Grant in Jonathan Coe, «L'amore non guasta»)
L'amore non guasta è il secondo romanzo dello scrittore britannico Jonathan Coe, pubblicato per la prima volta nel 1989.

## Edizioni
- Jonathan Coe, L'amore non guasta, traduzione di Domenico Scarpa, collana Universale Economica Feltrinelli, Feltrinelli, 2002,  p. 186, ISBN 88-07-81709-8.